# مسجد أبي الحجاج الأقصري

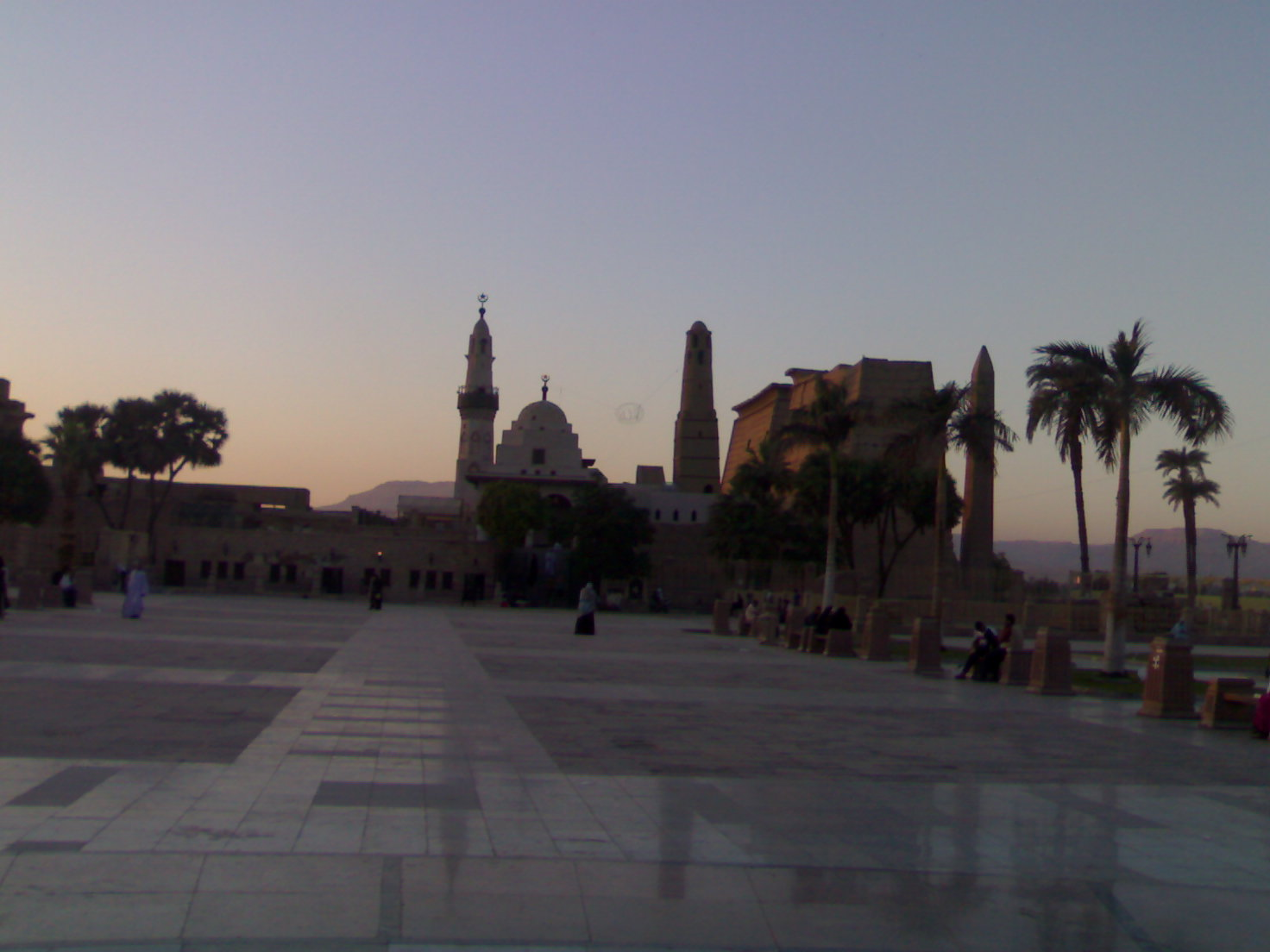
ميدان أبي الحجاج بالأقصر، ويبدو في الخلفية مسجد أبي الحجاج بمئذنتيه، الجديدة إلى اليسار والقديمة إلى اليمين، كما تبدو مسلة وصرح معبد الأقصر يمين المئذنتين

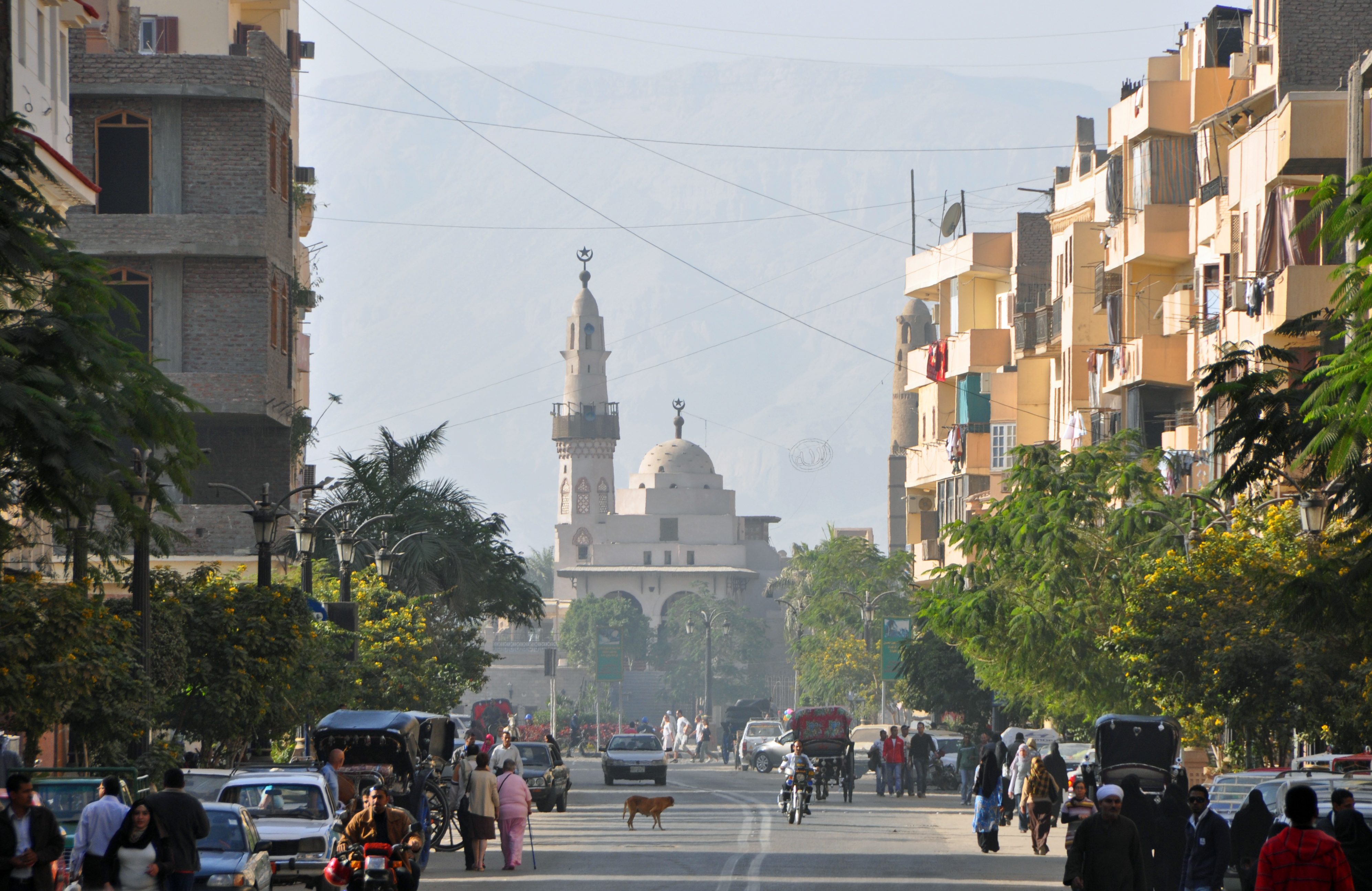
المسجد كما يبدو من شارع المحطة

مسجد أبي الحجاج الأقصري أو جامع أبو الحجاج كما يسميه العامة، هو مسجد بمدينة الأقصر المصرية، يرجع إلى الصوفي «يوسف بن عبد الرحيم بن يوسف بن عيسى الزاهد» المعروف بأبي الحجاج الأقصري والذي دفن بداخله.
ذكره ابن بطوطة ذكراً مختصراً في كتابه «تحفة النظار في غرائب الأمصار وعجائب الأسفار» فقال:
| مسجد أبي الحجاج الأقصري | 'ثم سافرت إلى مدينة الأقصر وضبط اسمها بفتح الهمزة وضم الصاد المهمل، وهي صغيرة حسنة، وبها قبر الصالح العابد أبي الحجاج الأقصري. وعليه زاوية | مسجد أبي الحجاج الأقصري |

## وصف المسجد
يرجع تاريخ إنشاء المسجد إلى العصر الأيوبي؛ إذ بني سنة 658 هـ (1286م)، وهو مشيد على الجانب الشمالي الشرقي من معبد الأقصر، أعلى الفناء المكشوف للمسجد. ويشبه المسجد في شكله المعمارى المساجد الفاطمية القديمة، وهو عبارة عن مساحة صغيرة مربعة، مغطاة بسقف خشبى. يبلغ ارتفاع مدخله 12 متراً، ويخلو من الزخارف الهندسية والنباتية واللوحات الخطية المعروفة في العمارة الإسلامية، ويعلو المسجد شريط من الشرفات المبنية بالطوب الأحمر.

### المئذنتان

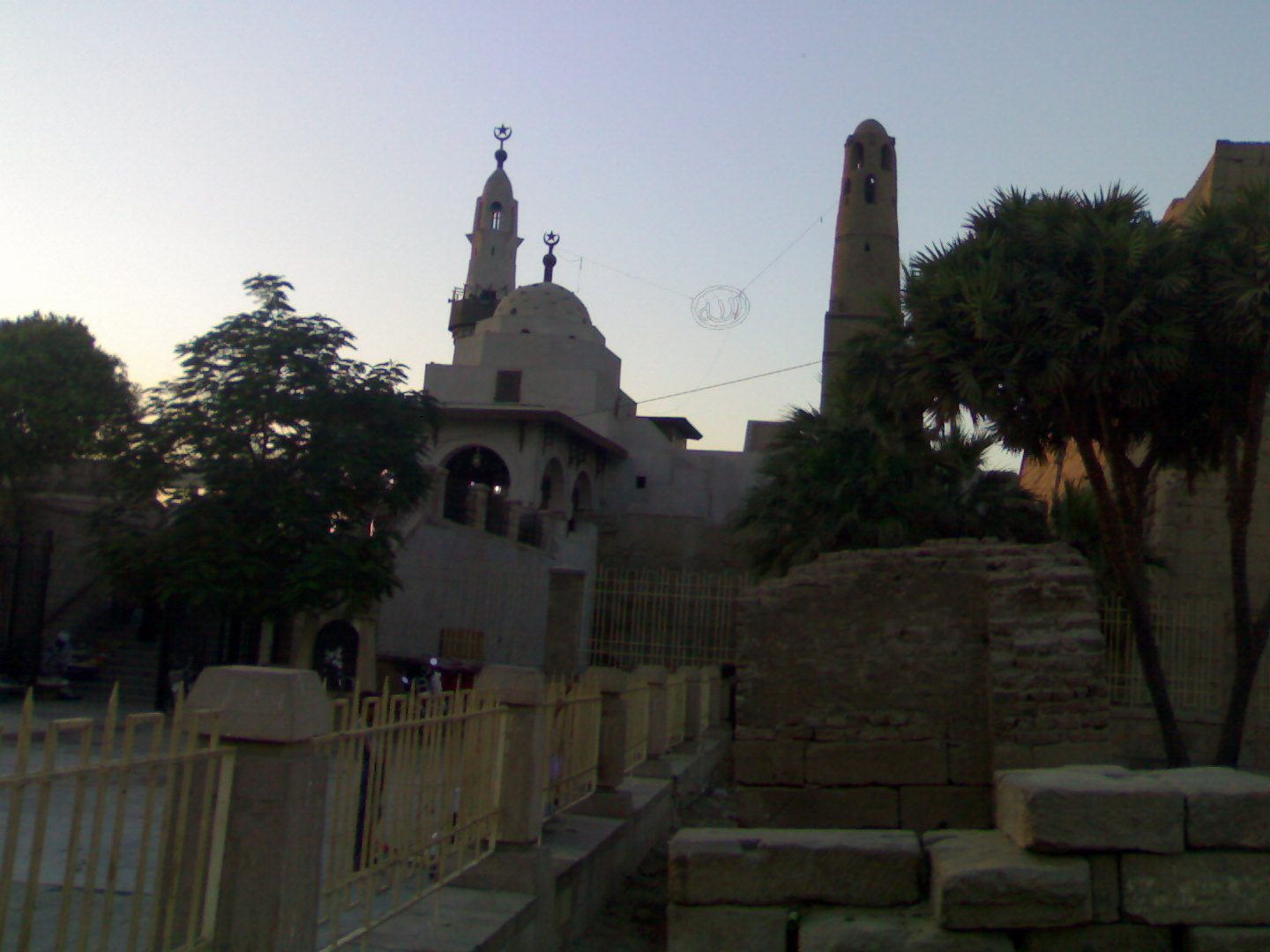
مسجد أبي الحجاج الأقصري، وتبدو مئذنتاه: القديمة إلى اليمين، والجديدة إلى اليسار. في أقصى اليمين يبدو جزء من مباني معبد الأقصر

تعلو المسجد مئذنة مبنية بالطوب اللبن، هي من أقدم مكونات المسجد الحالية، إذ تعود إلى عصر أبي الحجاج نفسه، وتتكون من ثلاثة طوابق: الأولى مربعة الشكل، والثانية والثالثة أسطوانيتان، وفي أعلاها مجموعة من النوافذ والفتحات، والجزء السفلي المربع مقوى بأعمدة خشبية.
تشبه مئذنة مسجد أبي الحجاج مآذن الصعيد القديمة ذات الطراز الفاطمي، ومنها مئذنة قوص، ومئذنة إسنا، ومئذنة مسجد الجيوشي بالقاهرة، وتقع مئذنة أبي الحجاج بالجهة الشمالية الشرقية ويبلغ ارتفاعها 14 مترا و15 سنتيمترا.
أضيفت للمسجد مئذنة أخرى في فترة لاحقة، ولم يعتبرها الأثريون شاذة عن الشكل الجمالى للمبنى، حيث روعى فيها الطابع المعمارى للمكان، ومن أهم محتويات المسجد، القبة التي تغطى الضريح، وهي مكونة من قاعدة غير منتظمة الأبعاد، وتدرج حتى تصل إلى الشكل الدائرى للقبة. وقد طرأت على المسجد عدة عمارات وتوسعات على مر العصور.

## توسيع المسجد وترميمه
أجريت للمسجد عدة عمارات وتوسعات؛ إذ أعيد بناء المسجد في القرن التاسع عشر الميلادي، وتم ترميمه أوائل القرن العشرين، وخلال النصف الأول من القرن نفسه أنشئ مسجد جديد على الطراز ذاته بجوار المسجد القديم. وفي سنة 2009 انتهت أعمال ترميم في المسجد استغرقت عامين تحت إشراف المجلس الأعلى للآثار، وبلغت تكلفتها سبعة ملايين جنيه مصري، وشملت العمارة الجديدة توسعة ساحة الصلاة وتدعيم القبة، وتغيير الأسقف، بعد أن تعرض المسجد لحريق في يونيو 2007، وأثناء ذلك الترميم كُشف عن جدران المعبد التي كانت مطلية بدهانات تغطى معالم الأثر، وعند إزالتها ظهرت أعمدة وأعتاب عليها كتابات مصرية قديمة ترجع إلى عصر رمسيس الثاني.

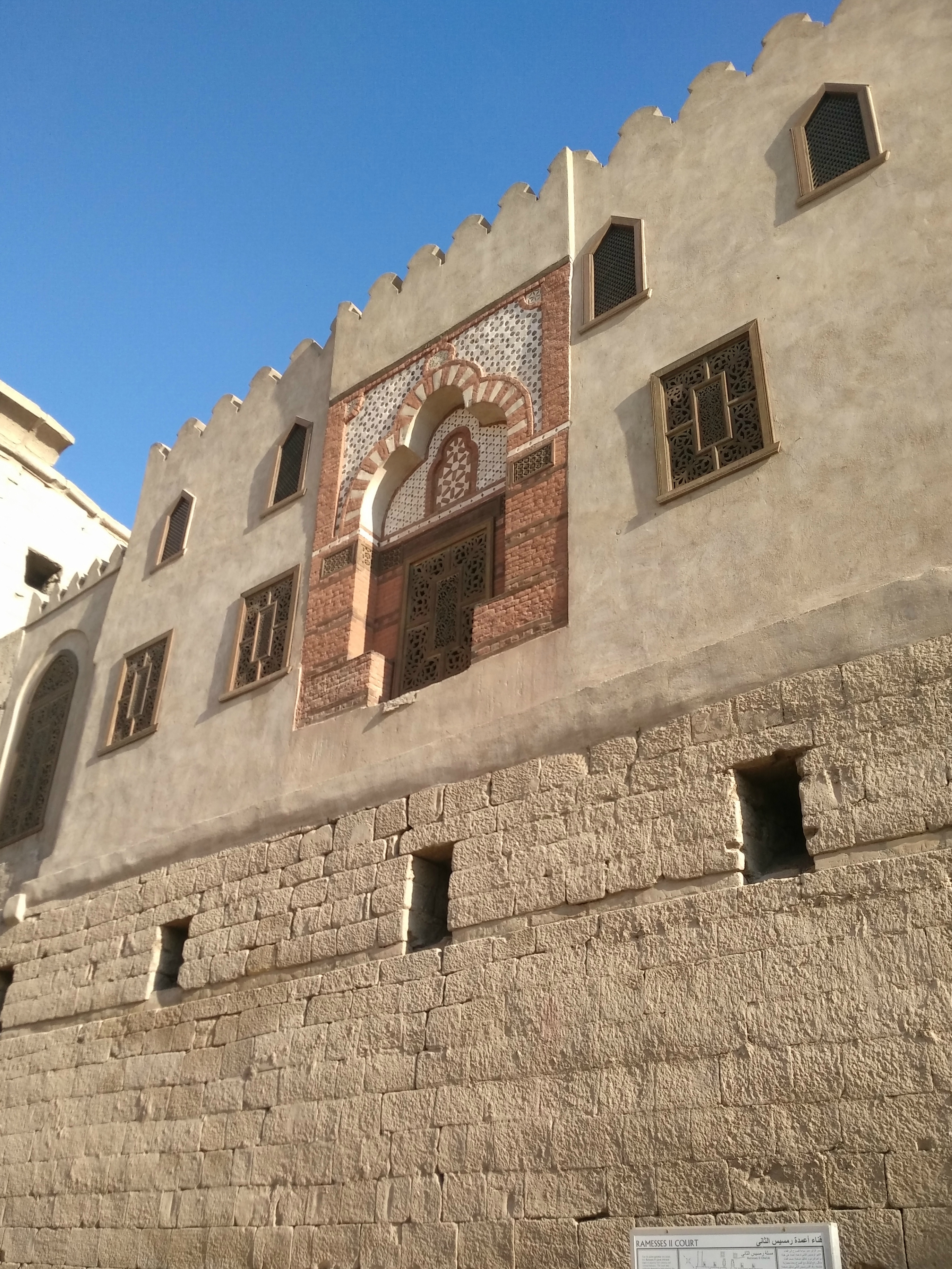
أحد المداخل القديمة للمسجد قبل أكتشاف معبد الكرنك أسفله